# 张毅 (1967年)
张毅（1967年4月—），男，汉族，河南永城人，中华人民共和国政治人物，现任海南省人民检察院检察长。

## 简历
1989年毕业于河南师范大学外语系英语专业，1995年取得中国政法大学诉讼法学专业硕士学位，后进入司法部外事司工作。
2016年8月，任吉林省司法厅厅长，省监狱管理局第一政委；
2021年1月，任海南省人民检察院检察长。